# Costanza Rangoni
Costanza Rangoni, en français Constance Rangone, (1495 - Bazens , 1567) était une noble italienne.

## Biographie
Costanza Rangoni était la dernière fille du condottiere Niccolò Maria Rangoni (1455-1500), général de l'armée pontificale, seigneur de Modène et Spilamberto, et de Bianca Bentivoglio de Bentivoglio, dont la famille a été seigneur de Bologne. Elle était la sœur de Ginevra Rangoni et des condottieres Guido II Rangoni (1485 - 1539), Ludovico Rangoni (...- 1552), Francesco Rangoni (...- 1528) et Annibale Rangoni (... - 1523).
Elle a été célèbre pour son esprit et sa beauté.
Veuve d'un premier mariage avec le comte Tommaso Calcagnini de Ferrare, Constance s'est remariée en octobre 1529 avec le comte Cesare Fregoso, condottiere, ami de son de frère Guido II, et connu comme le protecteur du romancier Matteo Bandello. De ce mariage elle a eu quatre enfants.
Entre 1538 à 1541, avec son mari Cesare Fregoso et leurs enfants, ils ont été reçus par le marquis et beau-frère Aloisio Gonzaga, à Castel Goffredo avec le poète  Matteo Bandello, précepteur des enfants. C'est là que Matteo Bandello a rencontré Lucrezia Gonzaga de Gazzuolo pour devenir son élève. En 1540, alors qu'elle était à Castel Goffredo, elle a donné naissance à son dernier enfant prénommé César.
Son mari est assassiné le 3 juillet 1541 à Pavie alors qu'il était envoyé en mission diplomatique à Venise par François Ier. Cet assassinat a été perpétré sur les ordres de Alfonso de Ávalos, marquis del Vasto, gouverneur du Milanais, et de Charles Quint.
Costanza Rangoni s'est d'abord réfugiée avec ses fils et Matteo Bandello à Venise, puis en France, au château de Bazens, résidence d'été des évêques d'Agen, qui lui avait été laissé par le cardinal de Lorraine. Elle aurait ramené en France un doigt de son mari pour exciter la colère de François Ier contre Charles-Quint.
Costanza Rangoni a obtenu ses lettres de naturalisation française en décembre 1546.
Au château de Bazens, elle y rencontra de nouveau Jules César Scaliger qu'elle avait vu à Vérone en 1517, avant qu'il ne vienne à Agen en 1524 comme médecin d'Antoine de La Rovère, évêque d'Agen entre 1519 et 1538. Scaliger avait été naturalisé Français en 1528 sous le nom de Jules-César de Lescalle de Bordoms. Scaliger a célébré Costanza Rangoni dans des vers écrits sous le titre Thaumantia (Merveille en grec).
Matteo Bandello a dédicacé les Canti XI à Costanza Rangoni quand il a fait imprimer son livre à Agen, en 1545, par Antoine Reboul, imprimeur et libraire à Agen, entre 1526 et 1547.
Elle est décédée au château de Bazens, en 1567.

## Descendance
Costanza et Cesare Fregoso ont eu quatre enfants:
- Ottaviano, condottiere,
- Cesare, né à Castel Goffredo et mort à Padoue en 1624,
- Ettore, écrivain
- Janus (1531-1586), évêque de Agen en 1555.

## Source de la traduction
- (it) Cet article est partiellement ou en totalité issu de l’article de Wikipédia en italien intitulé « Costanza Rangoni » (voir la liste des auteurs).